# Scotopteryx costovata
Scotopteryx costovata är en fjärilsart som beskrevs av Heydemann 1941. Scotopteryx costovata ingår i släktet backmätare, och familjen mätare. Inga underarter finns listade.